# سیارک ۲۵۶۵۵
سیارک ۲۵۶۵۵ (به انگلیسی: 25655 Baupeter، نامگذاری:2000AU86)۲۵۶۵۵مین سیارک کشف شده‌است که در ۰۵ ژانویه ۲۰۰۰ کشف شد.